# Italie (Schiff, 1908)
Die Italie ist ein über Schaufelräder angetriebenes Motorschiff auf dem Genfersee, das 1908 von den Gebrüdern Sulzer in Winterthur als Schaufelraddampfer gebaut wurde. Das Schiff wird durch ein Restaurant (der 1. und 2. Klasse) im Stile der Belle Époque charakterisiert, das im Zuge einer Modernisierung zwischen 2014 und 2016 originalgetreu restauriert wurde. Mit einer Länge von 66 Metern und einer Breite von 14 Metern fasst es aktuell 560 Personen. Das Schiff, das nach dem Staat Italien benannt ist, wurde 1955 bis 1958 auf dieselelektrischen Antrieb umgebaut.
Es ist das zweite Schiff, das den Namen Italie auf dem Genfersee trägt. 1854 lieferte Chevalier in Lyon den Schaufelraddampfer Ville-de-Nyon an die Société de Bateaux sur le Lac Léman; nach deren Liquidation wurde dieser 1856 von der Compagnie des Chemins de Fer de la Ligne d‘Italie auf den Namen Italie umgetauft und 1875 abgebrochen.
Das Radschiff ist eines von acht Schaufelradschiffen der Compagnie Générale de Navigation sur le Lac Léman (CGN), die im Jahre 2014 den Europa-Nostra-Preis der Europäischen Union für das Kulturerbe Europas für die exemplarische Erhaltung der Belle-Époque-Dampferflotte erhalten haben. Diese acht Schiffe (davon fünf Raddampfer und drei auf dieselelektrischen Antrieb umgebaute Radschiffe, unter letzteren die Italie) prägen nach wie vor die Personenschifffahrt auf dem Genfersee.

## Fussnoten
1. ↑  Broschüre der Associatioin des Amis des Bateaux à Vapeur du  (ABVL), Ausgabe 2015, Seite der Italie
2. ↑  ge.ch, französischsprachiger Handelsregister des Kanton Genf, Schreibweise Compagnie Générale de Navigation sur le Lac Léman beim Eintrag von Michel Jeannet (Schiffsrestauration) (Memento des Originals vom 30. November 2016 im Internet Archive)  Info: Der Archivlink wurde automatisch eingesetzt und noch nicht geprüft. Bitte prüfe Original- und Archivlink gemäß Anleitung und entferne dann diesen Hinweis. Abgerufen am 29. November 2016
3. ↑  www.abvl.ch, Communiqué de Press, Europa Nostra, Palmarès 2014 du Prix du patrimoine culturel de l’UE Abgerufen am 16. November 2016
4. ↑  www.rts.ch, Radio Télévision Suisse (RTS), Les bateaux Belle Époque de la CGN sont classés, vom 17. Juni 2011 Abgerufen am 16. November 2016